# 特殊戦術小隊
機動部隊特殊戦術小隊(Special Tactical Contingent,STC)は、香港警察の機動部隊傘下にある準軍事的臨時編成部隊である。別名は「速龍小隊」(チュクロンシウドイ、英名Raptors）。 
反乱勢力への近接戦に特化しており、機動部隊や「衝鋒隊」の隊員だけでなく、空港を警備する機場特警組もしくは特別任務連、反恐特勤隊といった特殊部隊のメンバーで編成された。
2014年香港反政府デモ（雨傘運動）および2019年逃亡犯条例改正案後のデモにおいて独立派の市民に応戦し、警棒や催涙弾で過剰に攻撃したことで知られている。

## 装備

### 個人装備
- 特殊警棒
- 携帯用催涙スプレー
- 催涙手榴弾 (イギリス製および中国製)
- ガスマスク
- 救急キット
- ケーブルタイ

### 銃器
- S&W M10HB
- グロック17 (特殊部隊員が所持)
- レミントンM870
- H&K MP5 （特殊部隊員が所持）
- M16自動小銃
- シグSG516 (特殊部隊員が所持)
- 37mm/38mmフェデラル・ライオットガン
- Penn Arms GL-1 Compact スポンジ・グレネードランチャー
- B&T GL-06
- M320 グレネードランチャー
- Pepperball VKS ペッパーボール・ガン